# El Salvador ai Giochi della XIX Olimpiade
El Salvador partecipò ai Giochi della XIX Olimpiade che si sono svolti a Città del Messico dal 12 al 27 ottobre 1968, con una delegazione di 60 atleti impegnati in 7 discipline: atletica leggera, calcio, ciclismo, nuoto, sollevamento pesi, tiro e vela. Portabandiera fu il nuotatore Salvador Vilanova. Fu la prima partecipazione di questo paese ai Giochi. Non fu conquistata nessuna medaglia.